# Opéra en France sous le règne de Louis XIV
Au début du règne de Louis XIV, la scène française était dominée par les opéras italiens. Toutefois, le besoin s’est rapidement fait sentir de créer un opéra national. Ainsi, les opéras italiens et les Italiens eux-mêmes sont rapidement tombés en disgrâce et en une petite vingtaine d’années, la domination de l’opéra en italien a été remplacée par des spectacles nationaux glorifiant la monarchie et la nation française. Cette entreprise a été rendue possible grâce à la création d’une Académie royale de musique qui centralisait le pouvoir et donnait à un compositeur le privilège du genre de l’opéra. Grâce à son activité et son organisation (troupe établie toute l’année, machineries…), l’Académie était appelée à devenir le berceau de l’art lyrique en France et de par là rayonner à travers l’Europe. 
Ce nouveau genre de divertissement chanté en français s’inscrivait dans la politique culturelle de Jean-Baptiste Colbert qui promouvait tout ce qui pouvait consacrer la mémoire de Louis XIV. En outre, l’essor de l’opéra en français a été rendu possible, paradoxalement, par deux Italiens : Jules Mazarin d’une part, qui a fait venir de son pays des chanteurs, compositeurs et librettistes réputés ainsi que des techniques et machineries incroyables et qui a ainsi donné le goût du genre aux Français (même si au départ son but était de faire triompher l’opéra italien) et Jean-Baptiste Lully d’autre part, qui a réussi à composer des opéras nationaux.

## Les débuts de l'opéra en France

### Le rôle de Mazarin
En France, en retard sur certains autres pays d’Europe, il a fallu attendre les années 1645 pour assister aux premières représentations d’opéra en France à l’instigation de Jules Mazarin, le cardinal italien chargé des affaires du royaume. Jules Mazarin a été, dès son enfance, en contact avec la musique : il est passé par la Congrégation de l'Oratoire de Philippe de Néri, célèbre pour ses concerts et ses offices musicaux avant d’entrer chez les Jésuites qui, épris de magnificence, se sont fortement intéressés à l’opéra. Ils ont notamment fait jouer par des élèves un grand spectacle musical mettant en scène la vie d’Ignace de Loyola et Saint François-Xavier dans lequel Jules Mazarin, qui devait sans doute avoir des qualités de chanteur et de comédien, a joué le rôle de saint Ignace. Plus tard, Jules Mazarin est devenu l’intendant du cardinal Antonio Barberini. Celui-ci était un homme féru de spectacles lyriques qui fera venir en France des librettistes et chanteurs italiens à l'automne 1645. Il apparaît donc comme certain que Jules Mazarin assistait aux représentations d’opéras en Italie. Toutefois, sa passion musicale ne le faisait pas oublier ses ambitions de carrière : il a donc sollicité la naturalisation française pour s’installer à la cour de France en tant que cardinal. Avant de quitter son pays, il a fait représenter à l’Ambassade de France un opéra de son ami Ottaviano Castelli sur un livret dédié à Armand Jean du Plessis de Richelieu qui exaltait ses vertus ainsi que celles de Louis XIII. On voit donc qu’à travers la musique, il tentait d’atteindre des buts politiques. Il avait en effet compris le pouvoir de l’opéra. C’est donc grâce à la volonté d’un seul homme qui voulait impressionner par un art qu’il avait apprécié avec passion à Rome, que l’opéra a fait son entrée de l’autre côté des Alpes. L’opéra était donc, dès son introduction en France, un instrument de séduction et de domination. Jules Mazarin tentera ainsi coûte que coûte de réunir une troupe de chanteurs et comédiens italiens, en particulier après la mort de Richelieu d’abord (1642) et après la mort de Louis XIII ensuite (14 mai 1643), espérant monter en France des spectacles grandioses et arriver ainsi à un haut poste.

### Les premiers opéras (1645-1653)
C’est dans ce contexte que l’opéra a vu le jour en France. La première trace d’un opéra remonte à février 1645. Il s’agit d’une fête privée durant laquelle une comédie italienne avec ballet a été donnée dans la grande salle du Palais-Royal. Cette première représentation dont il ne reste guère de trace aujourd’hui est sans doute la pastorale anonyme Poemetto dramatico per musica conservée à la Bibliothèque nationale de France. Il s’agit sans doute d’une pièce de Marco Marazzoli, célèbre compositeur d’opéras de l’époque. À la suite du succès de la représentation, Jules Mazarin a continué de tenter de rassembler une troupe afin de donner une représentation plus importante et publique et en juin, Giacomo Torelli, le plus illustre machiniste d’Italie et Jean-Baptiste Balbi, un chorégraphe, arrivent à Paris. Ensemble, ils se sont mis d’accord pour mettre au point une pièce qui révélera au public français le meilleur du spectacle italien : La finta pazza qui avait inauguré le Teatro novissimo de Venise en 1641. 
C’est donc cet opéra qu’on peut aujourd’hui considérer comme la première représentation officielle du genre à Paris, le 14 décembre 1645. La finta pazza était un opéra italien, sur un livret de Giulio Strozzi et une musique de Francesco Sacrati. Balbi créa des intermèdes comiques et surprenants pour être en adéquation avec le goût du roi encore très jeune : il mit en scène un ballet de singes, d’ours et d’Eunuques, un ballet d’autruches et enfin un ballet d’Indiens. Deux jours plus tard, on pouvait lire dans La Gazette de Théophraste Renaudot : 
« Le 14 de ce mois la Reine […] se trouva à la comédie que la Compagnie des Italiens représenta sous le titre de La Finta Pazza de Julio Strozzi, dans la grande salle du Petit Bourbon ; toute l’assistance n’étant pas moins ravie des récits de la poésie et de la musique, qu’elle l’était de la décoration du théâtre, de l’artifice des machines et des admirables changements de scène jusqu'à présent inconnus à la France et qui ne transportent pas moins les yeux de l’esprit que ceux du corps par des mouvements imperceptibles : invention du sieur Jacques Torelli de même nation, qui furent suivis de ballets forts industrieux et récréatifs, inventés par le sieur Jean-Baptiste Balbi.  »
Ce compte-rendu est intéressant car il ne fait que peu mention de la musique ou du livret mais se concentre essentiellement sur les machines et les décors qui semblent très appréciés. La musique et les paroles ne font pas l’objet d’attention et on ne mentionne même pas le compositeur. Jules Mazarin semble s’être rendu compte de la déviation de l’attention et il fait venir six mois plus tard Luigi Rossi, un chanteur et compositeur italien célébrissime afin de lui commander un nouvel opéra : Orfeo. Celui-ci, toujours en italien, sur un livret de l’abbé Francesco Buti et les décors de Torelli sera représenté trois fois par semaine pendant deux mois à partir du 2 mai 1647. Ces représentations coûtèrent énormément, ce qui monta le peuple contre Jules Mazarin. Ce n’est donc de nouveau pas sur les paroles ou la musique que la critique s’attarde. Ces deux tentatives ont montré à la cour un nouveau genre prometteur mais l’attention ne se focalise pas sur ce que voudrait Jules Mazarin. La même année, un autre opéra italien fut représenté : Egisto de Francesco Cavalli. Cet opéra, monté pour un public privé de nobles, ne semble pas avoir fait grande sensation parmi la cour : il s’agit en effet d’un spectacle à peu de frais, sans grande machinerie, très long et en italien… seuls quelques amateurs de musique italienne y trouvèrent leur bonheur.
Pour ces spectacles, il semble qu’on distribuait parmi le public des résumés de l’intrigue de la pièce car une majorité du public ne connaissait pas l’italien ou du moins n’était pas en mesure de le comprendre une fois chanté. Ainsi, pour l'Orfeo, la plupart des spectateurs ne comprenaient pas grand-chose mais parvenait à peu près à suivre grâce au résumé distribué ainsi qu’au jeu expressif des acteurs. À la fin de la représentation (qui dura six heures…), une partie du public, amateur de musique italienne, exultait tandis qu’une autre partie n’était pas satisfaite, estimant que « la langue italienne que l’on n’entendoit pas aisément estoit ennuyeuse ». L’Orfeo marque donc le début d’un mouvement anti-italien qui se développe petit à petit : on reproche à Jules Mazarin le coût des représentations mais très vite des raisons patriotiques de décrier l’opéra surgissent : que viennent faire en France tous ces Italiens ? Pourquoi les spectacles seraient-ils sous le monopole des Italiens alors qu’il y a en France des auteurs et des compositeurs ? Des parodies de l’Orfeo apparurent et la comédie italienne était raillée sans cesse et on voyait dans les Italiens les responsables de la misère. On se moque également des castrats, habitude étrangère aux Français qui, bien qu’ils reconnaissent leurs prouesses vocales, affichent à leur égard une attitude méprisante. La Fronde (1649-1653) ne fit qu’envenimer le climat puisque les divertissements italiens furent proscrits tout comme les ultramontains eux-mêmes dont Jules Mazarin. Il faudra attendre la fin de la Fronde pour voir le retour de Jules Mazarin et de l’opéra. 
Ces premières représentations, dominées par les Italiens, sont donc déjà marquées par des problèmes d’ordre linguistiques et on sent déjà que la situation ne va pas en rester là mais va évoluer : après la Fronde, on voit ainsi venir des années de transition empreinte de la coexistence de spectacles en italien et en français.

### Coexistence de spectacles en français et en italien (1653-1659)
Après la Fronde, des spectacles avec accompagnement musical sur des paroles en français se développèrent en parallèle de spectacles en italien qui n’avaient toutefois plus le monopole total du spectacle avec musique. Il est important d’en parler car ces spectacles annoncent les premiers opéras en langue française. On ne peut en effet considérer ces premiers spectacles comme des opéras car il s’agit principalement de spectacles de danse, accompagnés de musique et de poésie. 
C’est ainsi que le 23 février 1653, c’est-à-dire 20 jours après le retour de Jules Mazarin, a lieu la représentation du Ballet royal de la nuit. Les paroles sont d'Isaac de Benserade, la musique de Jean de Cambefort et le décor de Giuseppe Torelli. Le roi en personne a dansé dessus. Bien que le coût n’ait pas dû être inférieur à celui de l’Orfeo, personne ne semble plus s’en plaindre car il ne s’agissait plus d’un spectacle étranger mais bien d’un divertissement national. 
La même année, Les Nozze di Peleo e di Theti, une comédie italienne sur un livret de Buti et accompagnée de la musique de Carlo Caproli fut représentée. Il s’agit d’un opéra italien fusionné avec le ballet de cour français. Ce dernier participe réellement à l’action et n’est pas là à titre de « bouche-trou ». En réalité, on peut y voir une réelle pensée stratégique : Jules Mazarin semble ainsi prendre appui sur le genre national qu’est le ballet pour permettre à l’opéra italien de s’infiltrer en France. Ce qui est encore plus frappant dans ce spectacle, c’est la présence parmi les acteurs et chanteurs de Français. En effet, dans l’Orfeo, l’ensemble des personnes ayant participé au spectacle étaient des Italiens tandis qu’ici une partie était française bien que les Français n’occupaient pas une place prépondérante. Ces derniers étaient tous des musiciens du Roi et il est pertinent de constater qu’ils chantaient en italien, preuve que la musique italienne avait encore une place très importante dans le paysage musical français de l’époque. 
Après les représentations des Nozze di Peleo e di Theti, les musiciens italiens comme à l’accoutumée rentrèrent en Italie. Ces voyages étaient évidemment très coûteux et Jules Mazarin se mit en tête d’établir une troupe permanente pour éviter ces dépenses onéreuses . Pourtant, durant les cinq années qui suivirent ces représentations, seul un tout petit nombre d’artistes italiens passèrent les Alpes pour chanter sur les ballets dont le roi Louis XIV était friand. Toutefois, bien que les artistes italiens soient en net recul cela ne signifie pas un recul de la langue italienne car la plupart des airs étaient en italien mais étaient interprétés par des Français tels que Meusnier Saint-Elme, Le Gros, Mlle Anne de la Barre, Mlle Hilaire Dupyus. Tous ces musiciens avaient été formés à la musique par Pierre de Nyert, un admirateur de la musique et l’art de chanter italiens. Durant les années 1654-1659, seuls trois artistes dignes d’attention résident en France : il s’agit de la signora Anna Bergerotti, le signor Francesco Tagliavacca ainsi que le castrat Atto Melani. 
En fait, et ce jusqu’à la mort de Jules Mazarin, on ressent le balancement et la volonté de maintenir dans un équilibre la musique italienne et la musique française dans les exemples cités ci-dessus mais également dans les ballets de Jean-Baptiste Lully qui n’a pas encore opté pour l’une ou l’autre et qui oscille harmonieusement entre Italie et France. On peut le voir dans le Ballet des plaisirs (1655), le Ballet de Psyché ou de la puissance de l’amour (1656), le Ballet de l’amour malade (1657), le Ballet royal d’Alcidiane (1658) mais surtout dans le Ballet de la Raillerie. Ce dernier, représenté le 19 février 1659, atteste de la maîtrise de Jean-Baptiste Lully à pratiquer le style italien et le style français. Entre la 6e et la 7e entrée du ballet se trouve un intermède mettant en scène la musique italienne et la musique française qui se raillent chacune dans sa langue :
| La musique italienne | Gentil Musica francese         |
|                      | Il moi canti in che t’offese ? |
| La musique française | En ce que souvent tes chants   |
|                      | Me semblent languissants.      |
| La musique italienne | Tu formar altro non sai        |
|                      | Chez languenti e mesti lai.    |
| La musique française | Et crois-tu qu’on aime mieux   |
|                      | Tes longs fredons ennuyeux ?   |

On voit dans cet extrait la promiscuité entre la langue française et la langue italienne qui se répondent l’une l’autre dans un même dialogue. Il représente parfaitement la situation des années 1653-1659 dont la coexistence des deux styles et des deux langues fait une période particulière et de transition flagrante. Si la langue française n’arrive pas à s’imposer directement, c’est principalement dû au fait que jamais une langue autre que l’italienne n’a été utilisée pour l’opéra, genre qui est né en Italie. Il faut donc bien comprendre que dans l’esprit des compositeurs, des librettistes, des mécènes et des gens de la cour, il ne semble pas possible d’écrire dans une autre langue que l’italienne qui semble naturellement appropriée pour être chantée. En effet, la langue française présente des désavantages en matière de chant, notamment dus aux syllabes muettes et à son faible accent tonique entraînant des problèmes de compréhension et d’interprétation. La langue française était donc considérée comme se prêtant assez mal à la déclamation lyrique. C’est d’ailleurs ce que pensait Jean-Baptiste Lully, qui était persuadé qu’un opéra en langue française était voué à l’échec. Il était en effet certain que cette langue n’était pas faite pour être chantée et que seul l’italien pouvait l’être. On verra qu’il changera finalement d’avis pour devenir le représentant de l’opéra en tant que genre national. 
Malgré ces réticences quant à la langue française, les quelques essais de ballets et autres spectacles évoqués ci-dessus provoquèrent une prise de conscience de la nécessité d’un art national, idée déjà amorcée par les détracteurs de l’Orfeo. Ce qui semble ressortir est la lassitude d’une supériorité proclamée des Italiens et la réelle volonté de faire de l’opéra un genre national : que tout soit français et pas seulement des Français qui interprètent des airs italiens. Jules Mazarin quant à lui ne semble pas se rendre compte de l’orage qui approche et lorsqu’il apprend la nouvelle du futur mariage de Louis XIV, il se réjouit et prévoit de fêter dignement cet événement en organisant la représentation d’un opéra italien… Cette période sera pourtant plutôt marquée par la première tentative d’un opéra en français et un mouvement anti-italianisant plus fort et décisif.

### Les premiers opéras en langue française et le mouvement anti-italianisant
En 1659 est créée la Pastorale d’Issy, sur un texte en français écrit par Pierre Perrin qui « n’a pas désespéré comme les autres qu’on n’en pût faire de très-galantes en notre langue et de fort bien reçues en évitant les défauts des Italiennes». Perrin était donc persuadé que la langue et la poésie française étaient tout à fait capables de rivaliser avec l’italienne et qu’elles pouvaient exprimer les mêmes beautés et qu’elles étaient tout à fait appropriées pour être mises en musique. Il s’est donc lancé dans cette entreprise, comme il le dit lui-même : « J’ai l’avantage d’avoir ouvert et aplani le chemin, d’avoir découvert et défriché cette terre neuve et fourni à ma nation un modèle de la comédie française en musique […] ».
Toutefois, ce premier essai d’un véritable opéra français côtoie des productions italiennes. Ainsi, un an après la représentation de la Pastorale d’Issy, le 22 novembre 1660, est créé Xerxès de Francesco Cavalli, une comédie en musique sur des paroles de Nicolò Minato, avec six entrées de ballet de Jean-Baptiste Lully. On pouvait lire à ce propos dans La Muse historique (article de Loret) du 11 décembre:
« Enfin je l’ai vu Xerxes

Que je trouvais long par excès ;

Mes yeux pourtant, et mes oreilles 

Y remarquèrent cent merveilles,

Sans compter mille autre apas,

Lesquels je ne comprenois pas,

N’entendant que la langue mienne,

Et, point du tout, l’Italienne 

[…] »
On remarque ainsi à travers cet extrait que la langue est un réel problème et constitue le point de mire des critiques. Xerxès fut représenté avant un autre opéra, dénommé Ercole amante alors que normalement Ercole amante devait être représenté pour le mariage de Louis XIV mais rien n’était prêt et Jules Mazarin étant malade, l’opéra été tellement reporté que Xerxès fut donné avant. Il s’agira du dernier opéra représenté du vivant de Jules Mazarin. En effet, ce dernier décède le 9 mars 1661. La mort de Jules Mazarin eut une répercussion énorme sur la musique de l’époque. En effet, jusque-là les musiciens italiens n’étaient pas populaires à la cour, seul un nombre restreint d’amateurs étaient séduits, et le décès du cardinal entraîne un virement net du paysage musical. Les principaux reproches étaient la longueur et la langue des opéras italiens. Ce dernier aspect était si important que l’Abbé Buti aurait maintes fois conseillé à Jules Mazarin de « les faire tourner et chanter en français ». Jules Mazarin aurait alors répondu qu’il « ne faisait pas ces choses tant pour le public que pour le divertissement de leurs Majestés et pour le sien, et qu’ils aimaient mieux les vers et la musique italienne que la française  ». Dès la mort de Jules Mazarin, Louis XIV qui au départ était un grand amateur de musique italienne, voulut montrer la supériorité artistique des Français et voulut également se passer des étrangers. Le projet politique de Jules Mazarin fut donc détourné au profit d’une autre politique.
Toutefois, un dernier opéra italien est encore joué et marque la fin d’une domination déclinante : il s’agit de l’Ercole amante, un opéra italien de Buti, Francesco Cavalli et Jean-Baptiste Lully, dansé par Louis XIV et Marie-Thérèse d'Autriche (1638-1683) à Paris dans salle des machines des Tuileries, le 7 février 1662. Ce dernier opéra en italien rencontra un succès mitigé : le public était en effet enthousiasmé par les ballets et les intermèdes musicaux mais non par la musique car la taille de la salle, beaucoup trop grande, n’était pas adaptée à une bonne acoustique. De plus, la musique se « perd tout entière au milieu du vacarme de ceux qui ne comprennent point et ce sont les trois quarts  » et l’atmosphère est dominée par une hostilité déclarée envers ce qui est fait par des étrangers. La composition italienne a été traduite et distribuée en vers français pour ceux qui ne comprenaient pas l’italien. Toutefois, la traduction différait sur plusieurs points par rapport au livret original. Ainsi, certains vers n’étaient pas traduits, d’autres sont mal traduits et rendent mal l’intrigue ce qui n’a certes pas aidé à la bonne réception de cette œuvre. 
Après l’Ercole amante, il faudra attendre 67 ans pour qu’un opéra italien en italien soit représenté en France. Il s’agira d’Il Marito giocatore de Giuseppe Maria Orlandini (1729). Il est donc clair qu’une rupture s’est établie entre les deux esthétiques. Cela est d’autant plus flagrant que quelques années après la représentation de ce dernier opéra italien, une institution destinée à promouvoir un art national est mise en place : il s’agit de l’Académie royale de musique.

## La fondation de l’Académie royale de musique
Louis XIV, dont le règne était caractérisé par la volonté de centraliser le pouvoir, a également réalisé ses ambitions dans le domaine musical à travers la fondation de l’Académie royale de musique. Le but de cette institution était évidemment la mise en place d’une instance promouvant la création d’opéras nationaux. Elle ne recevait toutefois aucun subside de l’État.
C’est ainsi que le 28 juin 1669 à Saint-Germain-en-Laye, le secrétariat de la Maison du Roi donne un privilège à Pierre Perrin pour l’établissement d’une Académie d’Opéra : 
« […] s’il nous plaisoit de lui [Pierre Perrin] accorder la permission d’établir dans notre royaume de pareilles Académies pour y faire chanter en public de pareils opéra ou représentations en musique et en langue française […] »
Remarquons dans ce privilège le fait que les opéras devront être chantés en langue française. Deux ans plus tard, le 19 mars 1671, le premier opéra d’une longue série voit le jour. Il s’agit de Pomone, un opéra composé par « Monsieur Perrin, conseiller du roy en ses conseils… mise en musique par Robert Cambert et représenté par l’Académie Royale des Opéras ». Pomone diffère des pastorales de l’époque et peut être vu comme l’aboutissement de la volonté d’adapter la musique au mètre des vers français. Cet opéra a connu un succès phénoménal, attirant une foule de spectateurs enthousiastes. L’événement était considérable puisque c’était la première fois qu’une œuvre entièrement chantée en français avec des chœurs, des machineries (en effet, la Pastorale d’Issy ne prévoyait aucune machinerie) et des ballets était représentée pour un public plus vaste que la sphère de la cour. Ainsi, le public des opéras de l’Académie royale de musique était toujours constitué des gens de la cour mais aussi de personnes raffinées et mondaines, de gens de lettres, des étrangers de passage à Paris, des bourgeois et dans le parterre où le prix était peu élevé et où l’on se tenait debout se pressaient des soldats, des commerçants et même quelques « campagnards » (des fermiers qui s’occupaient des vendanges dans les alentours de Paris qui était à l’époque entouré de vignobles). Le comportement du public était assez varié mais il est en tout cas certain qu’il n’avait rien à voir avec le calme religieux dans lequel se déroulent les spectacles aujourd’hui. Ainsi, certains spectateurs qui assistaient aux opéras de manière quasi quotidienne finissaient par le connaître par cœur et Teissier nous donne une idée du comportement de certains lors de ces représentations : 
« Les François aiment la Musique :

Mais quand ils sont à l’Opéra,

C’est à qui plus de bruit fera.

Par vanité chacun se pique

De chantonner, et d’estre connoisseur ;

L’un chante plus haut que l’Acteur,

Un autre marque la mesure

A contre temps sur le plancher. »
Outre le côté cocasse de cette citation, elle montre parfaitement l’importance de la langue de l’opéra : il est en effet certain que c’est parce que l’opéra était désormais en langue française que le public pouvait ainsi le connaître, le chanter et le diffuser car il leur arrivait certainement de chanter en dehors de la salle de spectacle des airs qui sont devenus ainsi connus par une large part de la population. 
Cet opéra marque les débuts d’une longue série de représentations à l’Académie royale. L’opéra suivant, Les peines et les plaisirs de l’amour, marque un pas de plus vers la création d’un opéra national. Musicalement plus élaboré, l’opéra présente un prologue dans lequel Robert Cambert et Gabriel Gilbert avancent l’idée que la réputation et les terres du roi Louis XIV s’étendront un jour au monde entier. Voyant l’enthousiasme et la réussite des deux opéras présentés à l’Académie royale de musique, Jean-Baptiste Lully remet en question son opinion selon laquelle le français ne peut convenir à la musique et se décide à conquérir ce genre. Pierre Perrin ayant été mis en prison pour une affaire de dettes, Jean-Baptiste Lully décide d’obtenir le Privilège auparavant octroyé à Pierre Perrin. L’opération se met en marche et le 13 mars 1672, le privilège de l’Académie Royale de Musique est racheté par Jean-Baptiste Lully à Pierre Perrin. 15 jours plus tard, le 30 mars, le privilège de l’Opéra accordé à Pierre Perrin le 28 juin 1669 est révoqué et le privilège de l’Académie royale de musique accordé à Jean-Baptiste Lully est enregistré au Parlement. 
Toutefois, le privilège présente de légères modifications qui sont néanmoins intéressantes car l’une d’entre elles concerne la langue de l’opéra. Ainsi le texte stipule que : 
« […] Nous avons […] permis et accordé […] d’établir une académie royale de musique dans notre bonne ville de Paris, qui sera composée de tel nombre et qualité de personnes […] que nous choisirons et arrêterons sur le rapport qu’il nous en fera pour faire des représentations devant Nous, quand il nous plaira, des pièces de musique qui seront composées tant en vers françois qu’autres langues étrangères […] »
Alors que dans le privilège de Perrin les vers en français étaient obligatoires, cette fois d’autres langues étrangères sont permises. Cela marque-t-il déjà un changement de mentalité et la fin de la volonté du monopole d’un genre national ? En réalité il n’en est rien car malgré ce que stipule le texte, la volonté de Jean-Baptiste Lully est bel et bien de parvenir à créer un opéra national en langue française.
Jean-Baptiste Lully prend donc la tête de l’institution royale et demande à Philippe Quinault d’être le librettiste de ses opéras, moyennant une pension de 4 000 livres en échange de quoi ce dernier se devait d’écrire un ouvrage nouveau chaque année. Il engage également la troupe des anciens musiciens de Robert Cambert. Possédant grâce au privilège du roi un pouvoir considérable, Jean-Baptiste Lully était déterminé à faire de l’institution un lieu de prestige et de succès.

## Jean-Baptiste Lully et Philippe Quinault

### Création d’un art national
C’est en 1646 que Giovanni Battista Lulli arrive en France pour servir Anne-Marie-Louise d'Orléans, duchesse de Montpensier, dite la Grande Mademoiselle, qui recherchait un Italien pour la conversation. Il restera auprès d’elle jusqu’en 1652. 
Sa carrière décolle dès le décès de Jules Mazarin (1661). Il devient le plus grand représentant de la musique française et coupe d’ailleurs tous les liens qui l’unissaient encore à l’Italie. En décembre 1661, il obtient donc la naturalisation française. Le 14 juillet 1662 il épouse la fille du plus célèbre et populaire musicien de l’époque, Michel Lambert, resserrant ainsi ses liens avec la musique française. Il est en outre certain qu’il voulait devenir le maître de la musique française et qu’il a tout fait pour que la troupe italienne qui restait à Paris ne soit jamais entendue du roi et finisse par être licenciée. C’est ce qui arriva en 1666 alors que cela faisait quatre ans que la troupe n’avait pas été reçue par le roi, empêchée par Jean-Baptiste Lully qui s’arrangeait pour les discréditer auprès du roi . À la suite de cet exil forcé, Jean-Baptiste Lully régnait désormais seul sur le spectacle lyrique. 
Jean-Baptiste Lully était donc le compositeur le plus influent et il décida de s’attaquer au genre de l’opéra, changeant d’avis sur le statut de la langue française et adaptant la musique à la langue : il créa ainsi une nouvelle forme de chant adaptée à la langue française. En effet, il utilisait plusieurs types de musique : le récitatif sec, les récits chantés et les airs. Le récitatif sec, utilisé principalement dans les dialogues, ne présentait pas de réelle mélodie : il s’agissait (sous sa forme la plus simple) de notes répétées aboutissant à une cadence (un repos) en fin de phrase. Pour des moments où Jean-Baptiste Lully jugeait qu’il était nécessaire d’introduire une phrase mélodique plus sophistiquée (notamment pour les discussions animés et les exclamations), il recourait alors aux récits chantés qui présentaient une mélodie plus élaborée (sauts mélodiques et rythmes variés) afin de souligner des moments importants. Enfin, les airs étaient destinés aux personnages secondaires ou aux scènes comiques. Ces airs présentaient des mélodies et des rythmes caractéristiques qui reprenaient souvent la musique d’une danse entendue auparavant, devenant ainsi aisément mémorisables. Outre ces différents types de musique aidant à suivre l’intrigue, la musique de Jean-Baptiste Lully colle toujours aux mots et c’est par la compréhension des mots que l’effet émotionnel pouvait être atteint. Ceux-ci étaient donc primordiaux et n’entravaient en aucun cas la musique. En français, adapter la musique aux mots implique de constantes élévations de la voix presque jusqu’à la fin de la phrase et des valeurs de notes un peu plus longues sur certaines syllabes dans des phrases accentuées. En plus de ces quelques caractéristiques propres à la langue française, on peut également ajouter les intonations mélodiques d’une phrase interrogative ou exclamative.
Son projet aboutit le 15 novembre 1672, année où fut présenté son premier opéra Les Fêtes de l’amour et de Bacchus. Toutefois, son premier véritable succès est assuré par Cadmus et Hermione, donné pour la première fois le 27 avril 1673. Le sujet avait pour origine Ovide mais Philippe Quinault et Jean-Baptiste Lully en retinrent seulement la partie centrale, ajoutèrent une intrigue amoureuse et arrangèrent le texte de manière à insérer des ballets et des scènes spectaculaires, conformément au goût français. Jean-Baptiste Lully s’était arrangé pour que l’harmonie et le rythme correspondent au texte afin que celui-ci soit parfaitement compréhensible. 
Par la suite, Jean-Baptiste Lully écrit des opéras « à la chaîne ». Rien ne sert de tous les énumérer mais voici quelques noms d’opéras qu’il a composés : Alceste ou le Triomphe d'Alcide (1674), Thésée (1675), Atys (1676), Bellérophon (1679), Persée (1682), Amadis (1684) et Armide (1686). Tous ces opéras sont écrits en français. Ainsi, en 1681, Claude-François Ménestrier nous dit que « Grâce à Quinault et à Lully nous n’avons plus rien à envier à l’Italie, et nous pouvons lui fournir des modèles». 
Le succès de Jean-Baptiste Lully fut donc total : il affirma la centralisation de la musique par le pouvoir en créant un art national au service du roi et de la nation en transportant une image de grandeur et de pouvoir. Il meurt en 1687 et un dénommé Francini prend la tête de l’Académie royale de musique.

### Après Lully
La fin du siècle est marquée par une certaine perte de crédibilité de l’image de gloire de Louis XIV. En effet, à partir de 1685, des défaites militaires, des dettes nationales et des millions de morts dus à la famine entachent quelque peu la propagande royale. De plus, Louis XIV est influencé par Madame de Maintenon qui considère que l’opéra est un genre honteux et le monarque semble se détourner des spectacles lyriques. Quelques spectacles furent donnés mais sans grand rayonnement. Cependant, un dernier engouement s’est vu pour l’opéra entre 1697 à 1704. Bien que de moindre importance par rapport à la période allant de 1672 à 1685, elle est marquée par la création de certaines œuvres telles qu’Issé d'André Cardinal Destouches en 1697 ou qu’en 1699, la représentation du Carnaval de Venise d'André Campra sur un livret de Jean-François Regnard. Il s’agit d’un opéra-ballet écrit pour l’Académie de musique. Le livret est écrit principalement en français mais certaines parties telles que les improvisations sont en italien. L’action principale se déroulait en français et l’italien servait principalement pour les scènes de divertissement. On voit donc que la fin de Jean-Baptiste Lully et la fin de l’engouement pour l’opéra relâchent la pression politique auparavant accrochée au genre et redonne une place à la langue italienne, quoique minime. Il est assez significatif que celle-ci serve lors des improvisations : cela démontre encore en effet l’image d’une langue française peu adaptée au chant lyrique et nécessitant une préparation avant d’être chantée, contrairement à la langue italienne.